# Кебит-Богаз
Кеби́т-Бога́з, также Кебитский перевал — перевал Главной гряды Крымских гор в Крыму высотой 595 м, на территории Крымского заповедника. Находится на лесистом горном гребне Агыс-хыр, соединяющем горные массивы Бабуган-яйла и Чатыр-Даг. До проложения шоссе через Ангарский перевал и Байдарские ворота в 1826 году, Кебит-Богаз был главным и самым удобным колёсным путем из центральной части Крыма на его южный берег. Древняя дорога проходила из долины реки Альмы в район Алушты. Южная часть пути — от перевала к морю, действует и сейчас: по ней проложено Романовское шоссе. На перевале Кебит-Богаз установлен памятник «Партизанам погибшим от голода и ран в 1941—1942 гг».

## Название
Существуют две версии происхождения названия: от тюркского слова кибит — лавка, магазин, кабак, либо от слова кибитка, то есть перевал для кибиток (повозок).

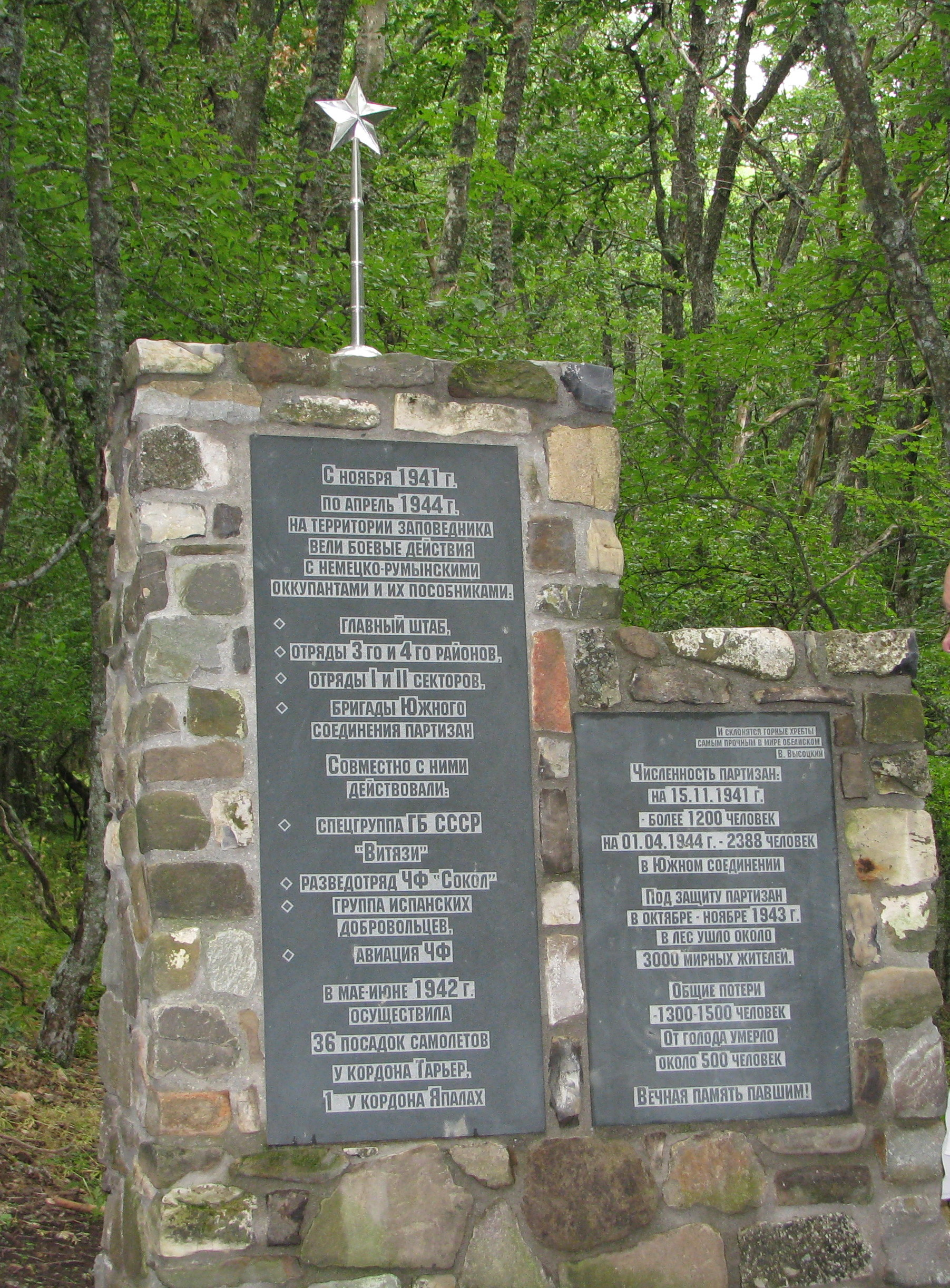
Стела на перевале Кебит-богаз. Фото Андрея Трифонова

## Исторические свидетельства
Ещё в VI веке, по распоряжению императора Юстиниана I (527—565 год), преревал был перегорожен одним из участков Длинных стен, сейчас известной, как Чатырдагский исар (Таш-Хабах Петра Кеппена).
Первые современные известия о перевале оставили Жильбер Ромм и Павел Строганов во время совместного путешествия в Крым в 1786 году. Пётр Паллас в труде «Наблюдения, сделанные во время путешествия по южным наместничествам Русского государства в 1793—1794 годах» писал 
В Алушту …идёт и другая проезжая дорога, где по нужде можно на арбах проехать по Алме. Всем иным экипажам в западной части гор эти пути совершенно непроездны.
Шарль Монтандон в своём «Путеводителе путешественника по Крыму, украшенный картами, планами, видами и виньетами…» 1833 года описал существовавший тогда путь через Кебит-Богаз: от почтовой дороги (напротив Эски-Сарая) на деревню Тавель, затем через Хаджи-Агакой, откуда начинался подъём на перевал и спуск в Корбек. Также путешественник указывает, что существовала другая, более ровная дорога вдоль Альмы, которой пользовались, когда новой почтовой дороги ещё не существовало. Упоминает Кебит-Богаз и Мария Сосногорова в «Путеводителе по Крыму для путешественников» 1871 года
Пока не была устроена нынешняя шоссированная дорога от Симферополя в Алушту, Алминская долина служила одним из главных проходов на Южный берег Крыма.
 В «Путеводителе по Крыму» Андрея Безчинского 1902 года ещё существовавшая проезжая дорога через перевал также описана очень подробно
Кебит-богаз — самый удобный и самый проторённый из крымских горных проходов, не считая, конечно, почтовых дорог из Севастополя через Байдарские ворота на Ялту и из Симферополя через Ангарский перевал в Алушту. До прокладки этих дорог Кебит-богаз служил главным путем из степной части Крыма на южный берег. Дальнейший маршрут следующий: Алма, по которой нужно спуститься верст около пятнадцати до соединения с притоком ее Япалах при лесной казарме. Затем дорога идет вверх по Япалаху мимо казенной япалашской казармы на водораздел между Алмой и Качей до родника Ат-Чокрак. Отсюда дорога вступает в бассейн реки Качи, на деревню Коуш. Из деревни Коуш дорога продолжается в деревни Бия-Сала, Шура и, мимо пещерного города Тепе-Кермен и Иосафатовой долины, приводит в Бахчисарай.
 Перевал и дорога через него упоминаются в путеводителе «Крым» 1935 года Б. Я. Баранова, он же приводит высоту перевала в 589 м, что расходится с современными данными.
В 150 метрах к западу от перевала проходит устье реки Альма, на которой находится кордон Весёлый и пруд форелевого хозяйства Крымского заповедника, которое было создано в1958 году.